# Svatopluk Pluskal
Svatopluk Pluskal (Zlín, 1930. október 28. – Ústí nad Labem, 2005. május 29.) cseh labdarúgó-középpályás, edző.
A csehszlovák válogatott tagjaként részt vett az 1954-es, az 1958-as és 1962-es labdarúgó-világbajnokságon, illetve az 1960-as labdarúgó-Európa-bajnokságon.